# Gunnar Gustafsson (arkitekt)
Gunnar Karl Gustafsson, född 21 mars 1933 i Sandviken, är en svensk arkitekt.

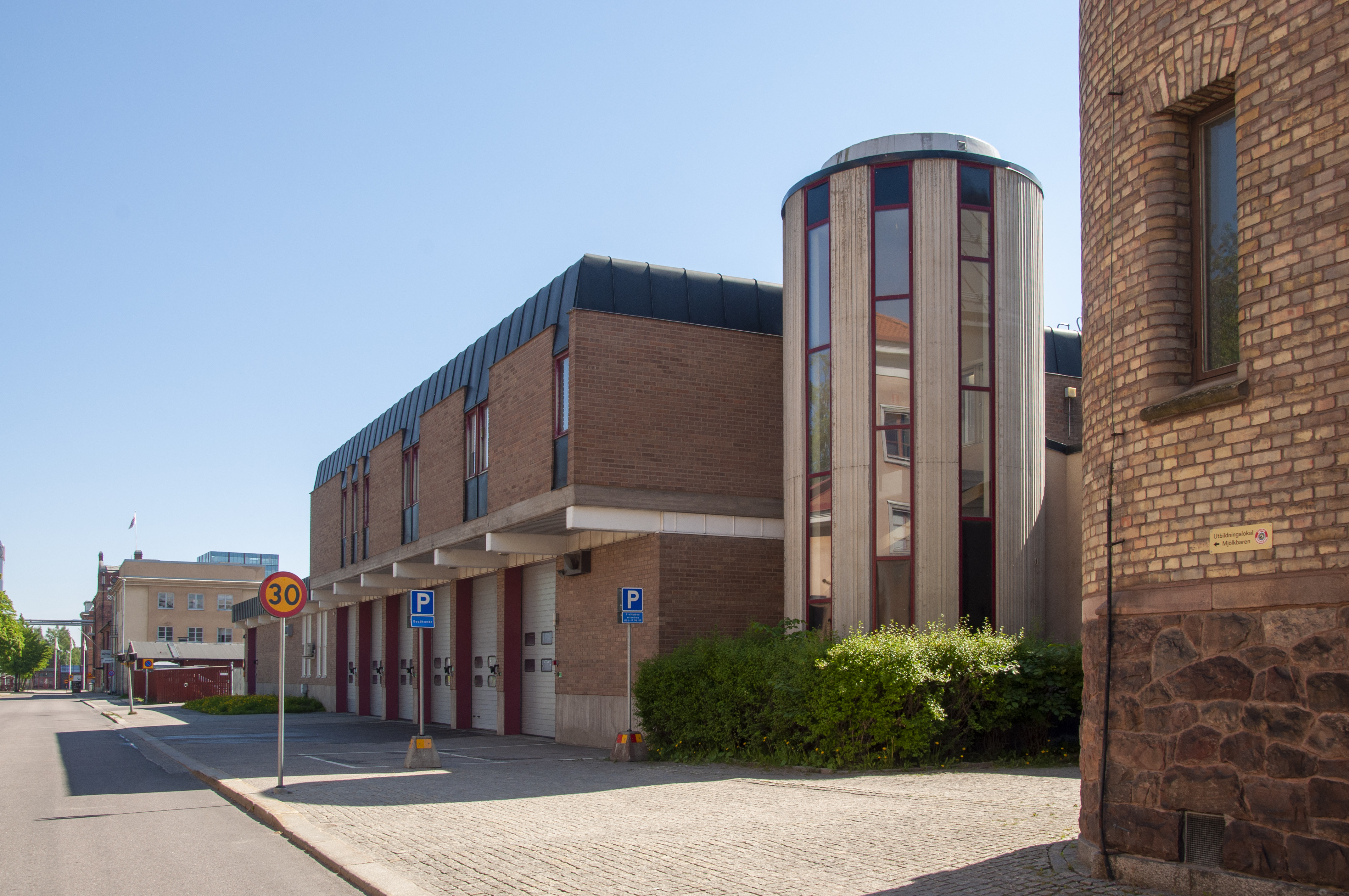
Tillbyggnad av Gävle brandstation

Efter studentexamen 1953 utexaminerades Gustafsson från Kungliga Tekniska högskolan i Stockholm 1959. Han var anställd hos stadsarkitekt Sven Wranér i Gävle stad 1958–61 och har därefter bedrivit egen arkitektverksamhet där. Han har bland annat ritat kommunala administrationsbyggnader, skolor, vårdhem och radhusområden samt utfört generalplaner.